# Williams (Arizona)
Pour les articles homonymes, voir Williams.
Williams est une ville du comté de Coconino, Arizona, située à 45 kilomètres à l'ouest de Flagstaff, dans la forêt nationale de Kaibab. En 2006, sa population est estimée à 3 000 habitants. La ville s'étend le long de la route 66, sur l'Interstate 40 et sur la ligne sud-ouest de la compagnie Amtrak. C'est aussi le point de départ du train du Grand Canyon.
En raison de sa proximité avec le parc national du Grand Canyon, Williams est une étape touristique importante et offre de nombreux hébergements et restaurants. Son nom provient de Old Bill Williams, un trappeur du XIXe siècle qui a exploré les montagnes Rocheuses.
Williams est situé à 35° 14′ 58″ N, 112° 11′ 24″ O, à une altitude de 2 100 mètres environ, la Bill Williams Mountain, au sud de la ville, ayant une altitude de 2 800 mètres permettant la pratique du ski en hiver.

## Williams et la Route 66

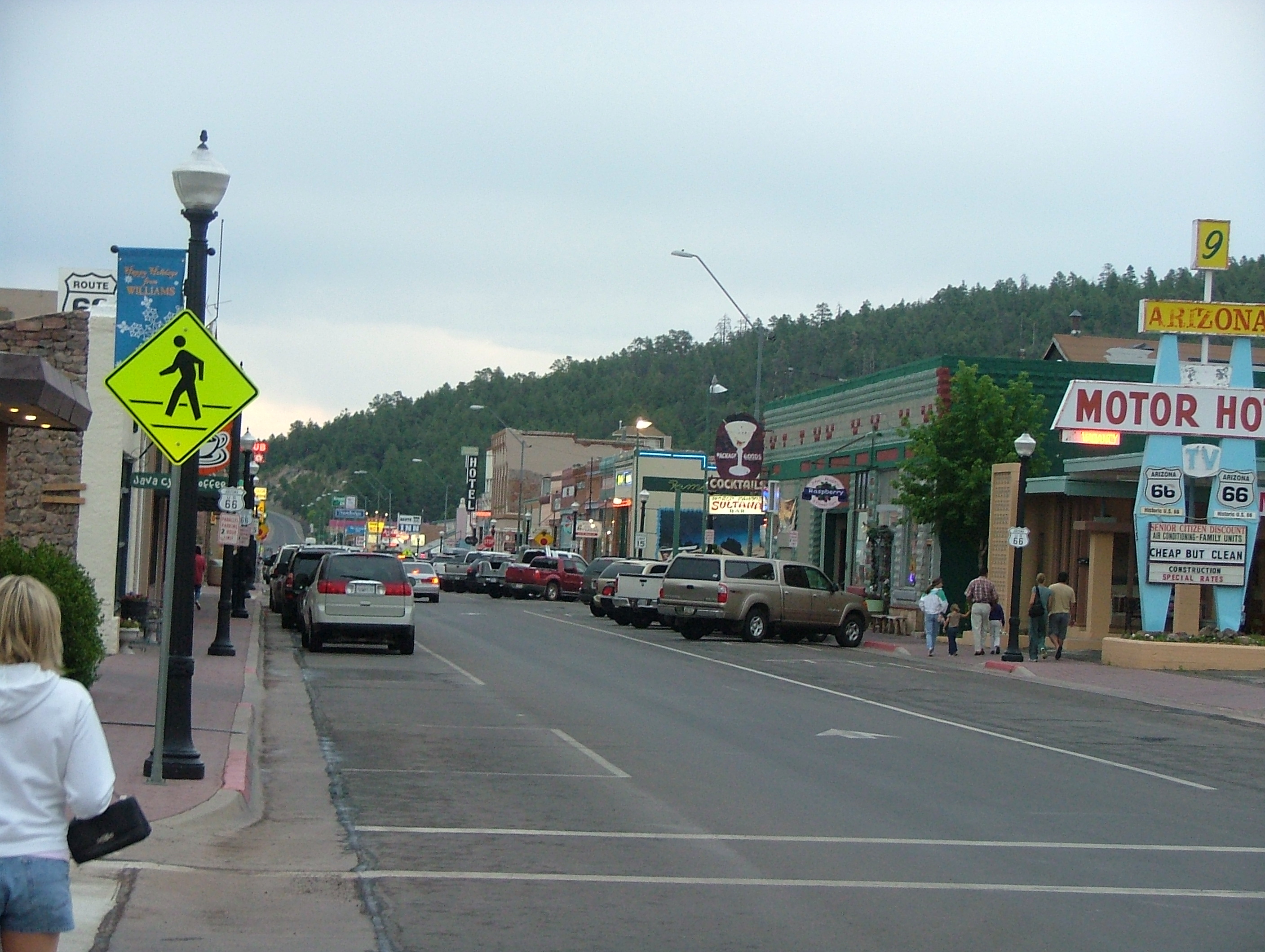
Main street

Williams est restée dans l'histoire comme étant la dernière ville traversée par la Route 66. En effet, ce n'est qu'en 1984 que l'Interstate 40 a été ouverte dans la section desservant Williams et l'année suivante, la Route 66 a été définitivement déclassée, le 27 juin 1985.
Toutefois, son souvenir reste encore très vivace et sert de support à une importante activité touristique avec de nombreux commerces qui vendent des souvenirs de cette route mythique.

## Démographie
| 1890 | 1910  | 1920  | 1930  | 1940  | 1950  |
| ---- | ----- | ----- | ----- | ----- | ----- |
| 199  | 1 267 | 1 350 | 2 166 | 2 622 | 2 152 |

| 1960  | 1970  | 1980  | 1990  | 2000  | 2010  |
| ----- | ----- | ----- | ----- | ----- | ----- |
| 3 559 | 2 386 | 2 266 | 2 532 | 2 842 | 3 023 |